# Norbert Costa
Pour les articles homonymes, voir Costa.
Pas d'image ? Cliquez ici

a Compétitions nationales et continentales officielles uniquement.

Norbert Costa, né le 17 juillet 1926 à Pézilla-la-Rivière (Pyrénées-Orientales) et mort le 22 octobre 2013 à Cassis (Bouches-du-Rhône), est un joueur de rugby à XIII, évoluant au poste d'ailier.

## Biographie
En mai 1952, il termine ses études de médecine et quitte le R.C. Marseille pour rejoindre Paris où il y prépare sa thèse. Il effectue également son service militaire au sein de l'hôpital du Val-de-Grâce.

## Palmarès
- Collectif :
  - Vainqueur du Championnat de France : 1949 (Marseille).
  - Vainqueur de la Coupe de France : 1948 et 1949 (Marseille).
  - Finaliste du Championnat de France : 1950 et 1952 (Marseille).

### Détails en club
| Saison    | Saison       | Championnat           | Championnat | Coupe           | Coupe      |
| Saison    | Saison       | Comp.                 | Class.      | Comp.           | Class.     |
| --------- | ------------ | --------------------- | ----------- | --------------- | ---------- |
| 1947-1948 | RC Marseille | Championnat de France | 1/2 finale  | Coupe de France | Vainqueur  |
| 1948-1949 | RC Marseille | Championnat de France | Vainqueur   | Coupe de France | Vainqueur  |
| 1949-1950 | RC Marseille | Championnat de France | Finaliste   | Coupe de France | 1/2 finale |
| 1950-1951 | RC Marseille | Championnat de France | 1/2 finale  | Coupe de France | 1/4 finale |
| 1951-1952 | RC Marseille | Championnat de France | Finaliste   | Coupe de France | 1/8 finale |